# Obornjača (okręg północnobanacki)
Obornjača (cyr. Оборњача) – wieś w Serbii, w Wojwodinie, w okręgu północnobanackim, w gminie Ada. W 2011 roku liczyła 326 mieszkańców.